# Белоцерковка (Николаевская область)
Белоцерковка (укр. Білоцерківка) — село в Новобугском районе Николаевской области Украины.
Население по переписи 2001 года составляло 151 человек. Почтовый индекс — 55640. Телефонный код — 5151. Занимает площадь 0,23 км².

## Местный совет
55640, Николаевская обл., Новобугский р-н, с. Новоюрьевка, ул. Пьясецкого, 42а